# ژان لاروین
ژان لاروین (فرانسوی: Jean Laroyenne‎; ۶ مارس ۱۹۳۰ – ۱۳ فوریهٔ ۲۰۰۹) شمشیرباز اهل فرانسه بود.
وی در مسابقات کشوری و بین‌المللی در مجموع برندهٔ ۱ مدال برنز شده‌است.